# Psakhno tin alítheia
«Psakhno tin alítheia» (en griego Ψάχνω την αλήθεια, «Busco la verdad») es el tercer sencillo del cuarto álbum en griego de la cantante Helena Paparizou, Gyro apó t'óneiro. La canción está producida por Niclas Olausson y su actual pareja sentimental Toni Mauridis. La letra está escrita por el productor del álbum Giannis Doxas. La canción fue elegida por la marca a la cual Helena promociona, Ivi, para su promoción esta primavera verano. Es una canción sucesora promocionalmente de Tha' mai alliós.

## Composición
La canción fue compuesta por Per Lidén, Niclas Olausson y Toni Mavridis con letra de Giannis Doxas. Es una canciónde corte dance-pop, que la propia Helena dice que le transmite mucho porque ella siempre trata de buscar la verdad a medida que pasa el tiempo. Tiene un ritmo muy fresco y veraniego con sonidos electrónicos que van acompañando a la canción todo el rato.

## Lanzamiento
Esta canción, Psaxno tin alítheia, se lanzó como single promocional de la bebida refrescante griega Ivi. Antes de la publicación del álbum se realizó un concurso, dentro de la campaña de Ivi, en el cual los ganadores aparecerían en el videoclip de la canción. Antes de lanzar al mercado el álbum Gyro apó t'óneiro, durante la promoción del disco con la canción An ísouna agapi se publicó un fragmento de Psaxno tin alithia, que dio a entender que sería el segundo single del disco promocionada por Ivi. 
Psaxno tin alithia es la segunda canción utilizada por la marca de refrescos Ivi de Helena Paparizou, siendo la primera Tha' mai alliós.

## Posición en listas
| Listas                      | Posición máxima |
| --------------------------- | --------------- |
| Greek Airplay Chart         | 17              |
| Greek Digital Singles Chart | 21              |

## Videoclip
El videoclip de Psaxno tin alítheia fue grabado el 8 de abril de 2010. El video musical fue dirigido por María Skoka, con la cual ya había colaborado en el video de la canción Tha' mai alliós. El videoclip fue lanzado el 20 de mayo de 2010 en la página de MAD TV, que Helena Paparizou describió como "lleno de velocidad y de ritmo".
El video comienza con Helena a toda velocidad por una carretera en un descapotable blanco. A continuación, entra en un garaje, donde baja del coche y comienza a cambiarsa tras un biombo. A medida que se pone delante de un micrófono cantando se encienden las luces y se da cuenta de que su banda completa (los ganadores del concurso realizado por Ivi) están allí ya presentes. Tocan, bailan, etc, hasta que finalmente se apagan las luces, termianndo el video, que finaliza con una secuencia de Helena tras las cámaras riéndose.
- Datos: Q7253901